# ارتم ریابی
ارتم ریابی (اوکراینی: Артем Владиславович Рябий؛ زادهٔ ۴ اوت ۲۰۰۱) بازیکن فوتبال اهل اوکراین است.